# Nati nel 1927/Aprile
| Questa pagina contiene informazioni ricavate automaticamente dalle voci biografiche con l'ausilio del template Bio e di un bot. L'aggiornamento è periodico e automatico e ricostruisce completamente la pagina. Se manca una persona in questa lista, sei pregato di non aggiungerla, ma accertati piuttosto che la sua voce biografica contenga il template Bio e che i dati anagrafici siano correttamente compilati. Se il template Bio manca, inseriscilo tu stesso o, in alternativa, metti l'avviso {{tmp\|Bio}} che ne segnala la mancanza. Se i dati riportati sono sbagliati, correggi direttamente la voce biografica; le modifiche saranno visibili in questa lista entro pochi giorni. Per chiarimenti vedi il progetto biografie. La lista contiene solo le 178 persone che sono citate nell'enciclopedia e per le quali è stato implementato correttamente il template Bio. Pagina aggiornata al 18 ago 2025. |

- 1º aprile - Walter Bahr, calciatore e allenatore di calcio statunitense († 2018)
- 1º aprile - Franco Ferracuti, criminologo, psicologo e psichiatra forense italiano († 1992)
- 1º aprile - Thomas Holtzmann, attore tedesco († 2013)
- 1º aprile - Harry Keough, allenatore di calcio e calciatore statunitense († 2012)
- 1º aprile - William Liller, astronomo statunitense († 2021)
- 1º aprile - Jacques Mayol, apneista francese († 2001)
- 1º aprile - Ferenc Puskás, calciatore e allenatore di calcio ungherese († 2006)
- 2 aprile - Paola Barocchi, storica dell'arte italiana († 2016)
- 2 aprile - Carmen Basilio, pugile statunitense († 2012)
- 2 aprile - Rita Gam, attrice statunitense († 2016)
- 2 aprile - Ken Sansom, attore e doppiatore statunitense († 2012)
- 2 aprile - Kenneth Tynan, critico teatrale britannico († 1980)
- 2 aprile - Rembert George Weakland, arcivescovo cattolico statunitense († 2022)
- 3 aprile - Mark Blaug, economista olandese († 2011)
- 3 aprile - Giuseppe Bufardeci, politico italiano († 2010)
- 3 aprile - Arne Johansen, pattinatore di velocità su ghiaccio norvegese († 2013)
- 3 aprile - Paulo Rodrigues Siqueira, cestista brasiliano († 2003)
- 3 aprile - J.L. Parks, cestista statunitense († 2018)
- 3 aprile - Nika Rossi, ex cestista italiana
- 3 aprile - Éva Székely, nuotatrice ungherese († 2020)
- 4 aprile - Aušra Augustinavičiūtė, economista, sociologa e psicologa lituana († 2005)
- 4 aprile - Henri Huet, fotoreporter francese († 1971)
- 4 aprile - Bruno Mezzena, pianista e compositore italiano († 2017)
- 4 aprile - Joe Orlando, disegnatore, fumettista e editore italiano († 1998)
- 4 aprile - Robert Slatzer, scrittore, critico letterario e regista statunitense († 2005)
- 5 aprile - Nicola Del Principe, fumettista italiano († 2002)
- 5 aprile - Arne Hoel, saltatore con gli sci norvegese († 2006)
- 5 aprile - Thanin Kraivichien, politico, giurista e avvocato thailandese († 2025)
- 6 aprile - Vittorio Garatti, architetto italiano († 2023)
- 6 aprile - Neil Mochan, calciatore scozzese († 1994)
- 6 aprile - Gerry Mulligan, sassofonista, compositore e arrangiatore statunitense († 1996)
- 6 aprile - Enzo Pascolo, architetto italiano († 2017)
- 6 aprile - Giampaolo Zucchelli, medico italiano († 2012)
- 7 aprile - Ling Jing-huan, cestista taiwanese († 2012)
- 7 aprile - Mayr Facci, cestista brasiliano († 2015)
- 7 aprile - Babatunde Olatunji, percussionista e musicista nigeriano († 2003)
- 7 aprile - Giampiero Neri, poeta italiano († 2023)
- 7 aprile - Leonid Ščerbakov, triplista sovietico († 2004)
- 7 aprile - Georg Schmidt, allenatore di calcio austriaco († 1990)
- 8 aprile - Gaetano Capasso, religioso e scrittore italiano († 1998)
- 8 aprile - Jerzy Dobrzycki, astronomo e storico polacco († 2004)
- 8 aprile - Paul Gordon, cestista statunitense († 2002)
- 9 aprile - Carlo Cignetti, traduttore e poeta italiano († 1992)
- 9 aprile - Carlo Croccolo, attore e doppiatore italiano († 2019)
- 9 aprile - Francisco Rocha, calciatore portoghese
- 10 aprile - Luigi Alva, tenore peruviano († 2025)
- 10 aprile - Egidio Cattaneo, calciatore italiano († 1983)
- 10 aprile - Marshall Warren Nirenberg, biochimico statunitense († 2010)
- 10 aprile - Salvatore Rocca Rossetti, chirurgo italiano († 2018)
- 10 aprile - Piero Tosi, costumista italiano († 2019)
- 10 aprile - Aleksej Ėkimjan, compositore sovietico († 1982)
- 11 aprile - Peter Aldis, calciatore inglese († 2008)
- 11 aprile - Domenico Guaccero, compositore italiano († 1984)
- 11 aprile - Yvonne Severn, attrice statunitense († 2006)
- 11 aprile - Alberto Testa, paroliere, autore televisivo e cantante italiano († 2009)
- 11 aprile - Steffen Zacharias, attore tedesco († 1989)
- 12 aprile - Víctor de la Fuente, fumettista spagnolo († 2010)
- 12 aprile - Derek Jones, pastore protestante e politico britannico († 2013)
- 12 aprile - Sergio Quoiani, calciatore italiano († 1992)
- 12 aprile - Alvin Sargent, sceneggiatore statunitense († 2019)
- 13 aprile - Antonino Rocca, wrestler italiano († 1977)
- 13 aprile - Mari Blanchard, attrice statunitense († 1970)
- 13 aprile - Juan Guerra, calciatore boliviano
- 13 aprile - Maurice Ronet, attore e regista francese († 1983)
- 13 aprile - Irmo Sassone, politico italiano († 2013)
- 14 aprile - Marcel Berger, matematico francese († 2016)
- 14 aprile - Hans-Helmut Dickow, attore tedesco († 1989)
- 14 aprile - Dragan Godžić, cestista e allenatore di pallacanestro jugoslavo († 1988)
- 14 aprile - Victor Kemper, direttore della fotografia statunitense († 2023)
- 14 aprile - Alan G. MacDiarmid, chimico neozelandese († 2007)
- 14 aprile - Roberto Maffioletti, politico e avvocato italiano († 2015)
- 14 aprile - Dany Robin, attrice francese († 1995)
- 14 aprile - Renato Scrollavezza, liutaio italiano († 2019)
- 15 aprile - Thomas Blatt, scrittore polacco († 2015)
- 15 aprile - Gabriele Bonomi, medico italiano († 2005)
- 15 aprile - Ernie Copland, calciatore scozzese († 1971)
- 15 aprile - Josef Crha, calciatore cecoslovacco († 1998)
- 15 aprile - Ernest Day, direttore della fotografia e regista inglese († 2006)
- 15 aprile - Albert Goldman, scrittore, giornalista e docente statunitense († 1994)
- 15 aprile - Lennox Kilgour, sollevatore trinidadiano († 2004)
- 15 aprile - Robert Mills, fisico statunitense († 1999)
- 15 aprile - Kurt Svensson, calciatore svedese († 2016)
- 16 aprile - Edie Adams, attrice e cantante statunitense († 2008)
- 16 aprile - Papa Benedetto XVI, papa, arcivescovo cattolico e cardinale tedesco († 2022)
- 16 aprile - Arrigo Cervetto, politico italiano († 1995)
- 16 aprile - Marie Collier, soprano australiano († 1971)
- 16 aprile - Bob Cortner, pilota automobilistico statunitense († 1959)
- 16 aprile - Robert Geldard, pistard britannico († 2018)
- 16 aprile - Antonio Labruna, agente segreto e carabiniere italiano († 2000)
- 16 aprile - Dick Lane, giocatore di football americano statunitense († 2002)
- 16 aprile - Arrigo Morandi, politico e partigiano italiano († 2002)
- 16 aprile - Peter Mark Richman, attore statunitense († 2021)
- 16 aprile - Ludovico Ticchioni, partigiano italiano († 1945)
- 17 aprile - Gunnar Andersson, pilota automobilistico svedese († 2009)
- 17 aprile - Junior Collins, cornista statunitense († 1976)
- 17 aprile - Luis Pascual Dri, cardinale argentino († 2025)
- 17 aprile - Pasquale Educ, partigiano italiano († 1944)
- 17 aprile - Margot Honecker, politica tedesca († 2016)
- 17 aprile - Graziella Sciutti, soprano italiano († 2001)
- 18 aprile - Fiorella Betti, attrice e doppiatrice italiana († 2001)
- 18 aprile - Stephen B. Grimes, scenografo statunitense († 1988)
- 18 aprile - Samuel P. Huntington, politologo statunitense († 2008)
- 18 aprile - Oreste Lionello, attore, cabarettista e doppiatore italiano († 2009)
- 18 aprile - Tadeusz Mazowiecki, giornalista e politico polacco († 2013)
- 18 aprile - Charles Pasqua, politico francese († 2015)
- 18 aprile - Bob Shamansky, politico statunitense († 2011)
- 19 aprile - Cora Sue Collins, attrice statunitense († 2025)
- 19 aprile - Maria Rosa Inzoli, medica italiana († 2017)
- 19 aprile - Mario Marocco, politico italiano
- 20 aprile - Giuseppe Barbero, economista e sociologo italiano
- 20 aprile - Mirian Calkalamanidze, lottatore sovietico († 2000)
- 20 aprile - Roger Decock, ciclista su strada belga († 2020)
- 20 aprile - Phil Hill, pilota automobilistico statunitense († 2008)
- 20 aprile - Ilona d'Asburgo-Lorena, nobile ungherese († 2011)
- 20 aprile - Karl Alexander Müller, fisico svizzero († 2023)
- 20 aprile - Guido Petter, psicologo e scrittore italiano († 2011)
- 20 aprile - Mario Pilar, attore francese
- 20 aprile - Nagendra Prasad Rijal, politico nepalese († 1994)
- 20 aprile - Enzo Sordello, baritono italiano († 2008)
- 21 aprile - Norman Brokaw, manager statunitense († 2016)
- 21 aprile - Gerald Flood, attore e doppiatore britannico († 1989)
- 21 aprile - Karl-Heinz Ilsch, calciatore tedesco orientale († 2005)
- 21 aprile - Pierfranco Pastore, vescovo cattolico italiano († 2015)
- 21 aprile - Pepper Gomez, wrestler e culturista statunitense († 2004)
- 21 aprile - Remo Venturi, ex pilota motociclistico italiano
- 22 aprile - Laurel Aitken, cantante cubano († 2005)
- 22 aprile - Enrique Sesma, ex calciatore messicano
- 23 aprile - Rosaria Ciampella Bertolucci, giornalista, saggista e poetessa italiana († 1990)
- 23 aprile - Stefano Gaggero, ciclista su strada italiano († 2010)
- 23 aprile - Francesco Zama, politico italiano († 2011)
- 24 aprile - Joseph Barthel, mezzofondista e politico lussemburghese († 1992)
- 24 aprile - Trudi Birger, biologa e scrittrice tedesca († 2002)
- 24 aprile - Pasqualino De Santis, direttore della fotografia italiano († 1996)
- 24 aprile - Carlos García-Ordóñez, cestista cubano († 2019)
- 24 aprile - Raphaël Jonckheere, ciclista su strada belga († 1999)
- 24 aprile - Pietro Giacomo Nonis, vescovo cattolico, teologo e storico della filosofia italiano († 2014)
- 24 aprile - Eamon Casey, vescovo cattolico irlandese († 2017)
- 24 aprile - Jean Rabier, direttore della fotografia francese († 2016)
- 24 aprile - Pietro Reffi, politico sammarinese († 2013)
- 24 aprile - Donato Squicciarini, arcivescovo cattolico italiano († 2006)
- 24 aprile - Juan Carlos Uder, cestista argentino († 2020)
- 25 aprile - Dickie Dale, pilota motociclistico britannico († 1961)
- 25 aprile - Rosemarie Fendel, attrice e doppiatrice tedesca († 2013)
- 25 aprile - Siegfried Palm, violoncellista tedesco († 2005)
- 25 aprile - Rino Ruscello, partigiano italiano († 1944)
- 25 aprile - Albert Uderzo, fumettista francese († 2020)
- 25 aprile - Ernst Widmer, compositore, direttore d'orchestra e pianista svizzero († 1990)
- 25 aprile - Andrea Zambelli, bobbista italiano († 1994)
- 26 aprile - Harry Gallatin, cestista e allenatore di pallacanestro statunitense († 2015)
- 26 aprile - Michel André Kervaire, matematico francese († 2007)
- 26 aprile - Gerardo Marotta, filosofo italiano († 2017)
- 26 aprile - Anne McLaren, genetista inglese († 2007)
- 26 aprile - Jackie Robinson, cestista statunitense († 2022)
- 26 aprile - Elio Tiriolo, politico italiano († 1982)
- 26 aprile - Johann Weber, vescovo cattolico austriaco († 2020)
- 27 aprile - Tato Bores, comico e personaggio televisivo argentino († 1996)
- 27 aprile - Gerard Cieślik, calciatore polacco († 2013)
- 27 aprile - Miguel González Pérez, calciatore spagnolo († 2021)
- 27 aprile - Connie Kay, batterista statunitense († 1994)
- 27 aprile - Mario Longoni, ex calciatore italiano
- 27 aprile - Alberto Muro, allenatore di calcio e calciatore argentino († 1997)
- 27 aprile - Gaspare Russo, politico italiano
- 27 aprile - Coretta Scott King, attivista statunitense († 2006)
- 28 aprile - Erich Bohuslav, pallanuotista austriaco († 1961)
- 28 aprile - Giovanni Casola, politico italiano († 2013)
- 28 aprile - Ed Earle, cestista statunitense († 2009)
- 28 aprile - William Lewis Moore, attivista statunitense († 1963)
- 29 aprile - Sabino Acquaviva, sociologo, giornalista e scrittore italiano († 2015)
- 29 aprile - Ted Burgin, calciatore inglese († 2019)
- 29 aprile - Leopoldo Contarbio, cestista argentino († 1993)
- 29 aprile - Dorothy Manley, velocista britannica († 2021)
- 29 aprile - Michel Salomon, giornalista francese († 2020)
- 29 aprile - Bill Slater, calciatore inglese († 2018)
- 30 aprile - Fathima Beevi, giudice e politica indiana († 2023)
- 30 aprile - Tommaso Federici, scrittore e giornalista italiano († 2002)
- 30 aprile - Lars Hall, pentatleta svedese († 1991)
- 30 aprile - Giuseppe Mancuso, politico italiano († 2021)
- 30 aprile - Johann Zeitler, calciatore tedesco († 2018)